# سوپ تخم‌مرغ
سوپ تخم‌مرغ، یک سوپ چینی از تخم مرغ زده شده در آب مرغ است. چاشنی‌هایی مانند فلفل سیاه یا فلفل سفید و پیازچه ریز خرد شده و توفو به سوپ اضافه می‌شود. این سوپ با اضافه کردن تخم مرغ زده شده به آبگوشت در حال جوش در آخرین لحظات پخت و پز، درست می‌شود.

## غذاهای چینی
در آشپزی چینی، سوپ تخم‌مرغ غلظت کمتری نسبت به انواع رایج غربی دارند. برای گارنیش بسته به منطقه، آنها را می‌توان با موادی مانند توفو، پیازچه، جوانه لوبیا و ذرت تزئین کرد.

## غذاهای چینی آمریکایی
در ایالات متحده، سوپ تخم‌مرغ اغلب جزو سوپ‌های اصلی ارائه شده در غذاهای آمریکایی چینیاست، و همچنین به نام سوپ گل تخم مرغ، ترجمه تحت اللفظی نام چینی آن، در منوی برخی از رستوران‌ها دیده می‌شود. ممکن است از نشاسته ذرت برای غلیظ کردن آن استفاده شود.

## غذاهای اروپایی

### ایتالیا
در ایتالیا، نسخه‌ای که با تخم‌مرغ و پنیر پارمزان درست می‌شود، مانند زوپا پاوزه از آبگوشتی تشکیل شده است که در آن تکه‌های نان بیات و تخم‌مرغ‌های هم زده قرار می‌گیرد و بسیار محبوب است.

### فرانسه
در فرانسه، سوپ سیر، با سفیده تخم‌مرغ درست می‌شود که با روشی مشابه به تهیه سوپ تخم‌مرغ، سفیده تخم‌مرغ را در سوپ می‌ریزند.

### اسپانیا
در اسپانیا، همانند سوپ سیر فرانسه، از سفیده تخم مرغ برای غلیظ شدن آبگوشت به روشی مشابه استفاده می‌کنند.

## نگارخانه

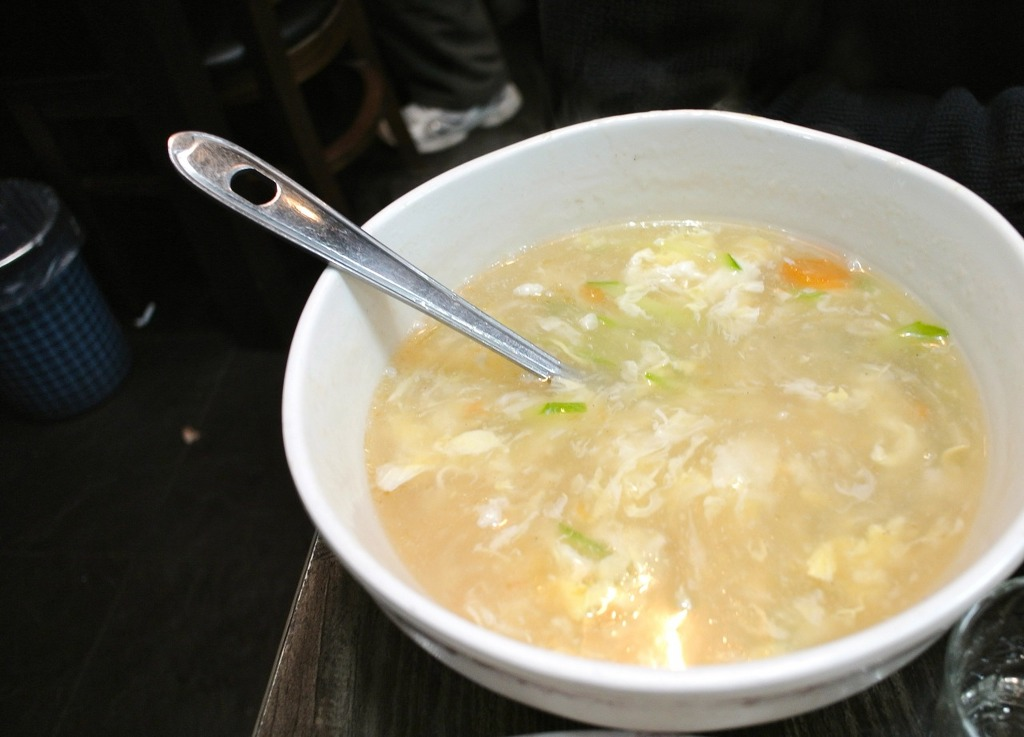
یک کاسه سوپ تخم مرغ در ایالات متحده
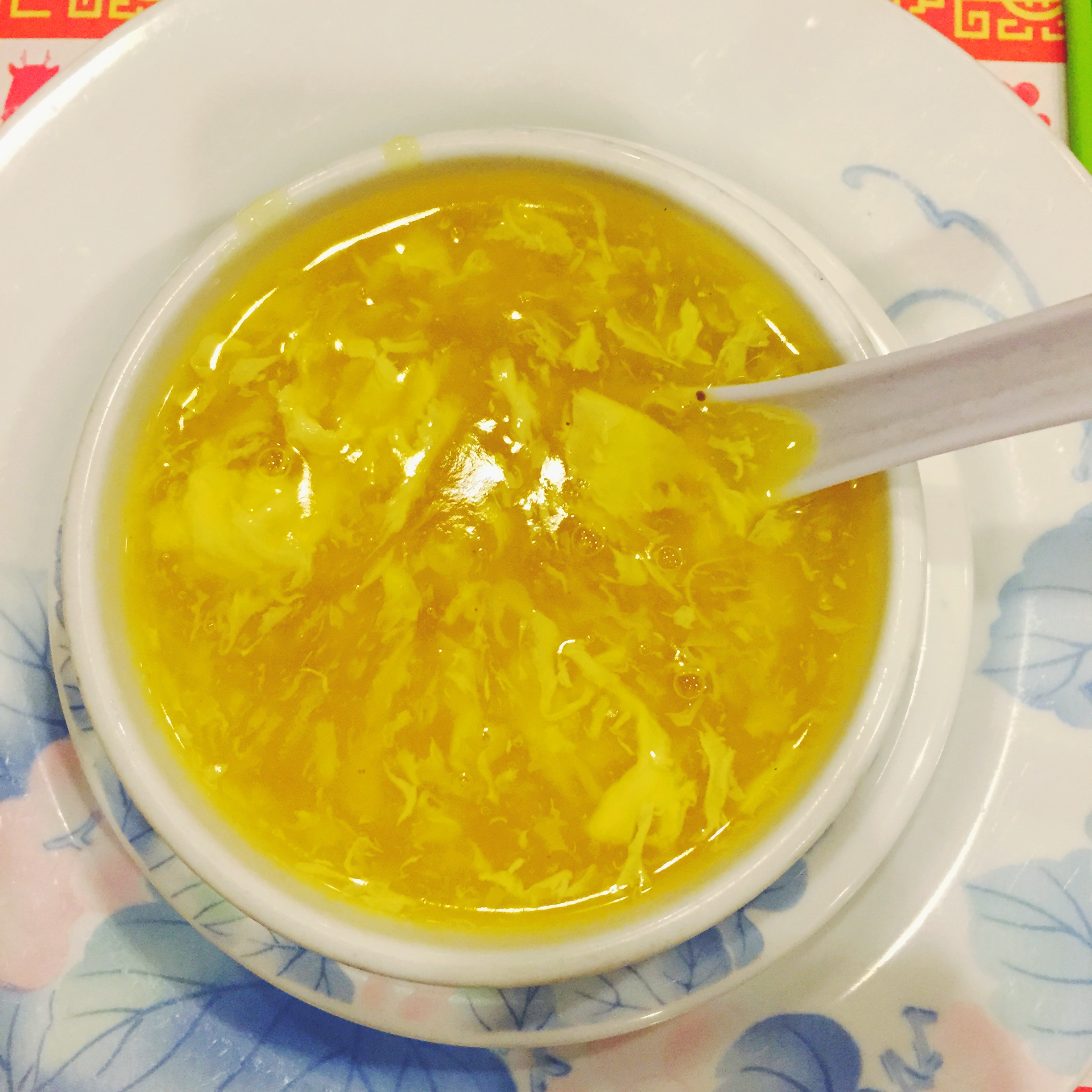
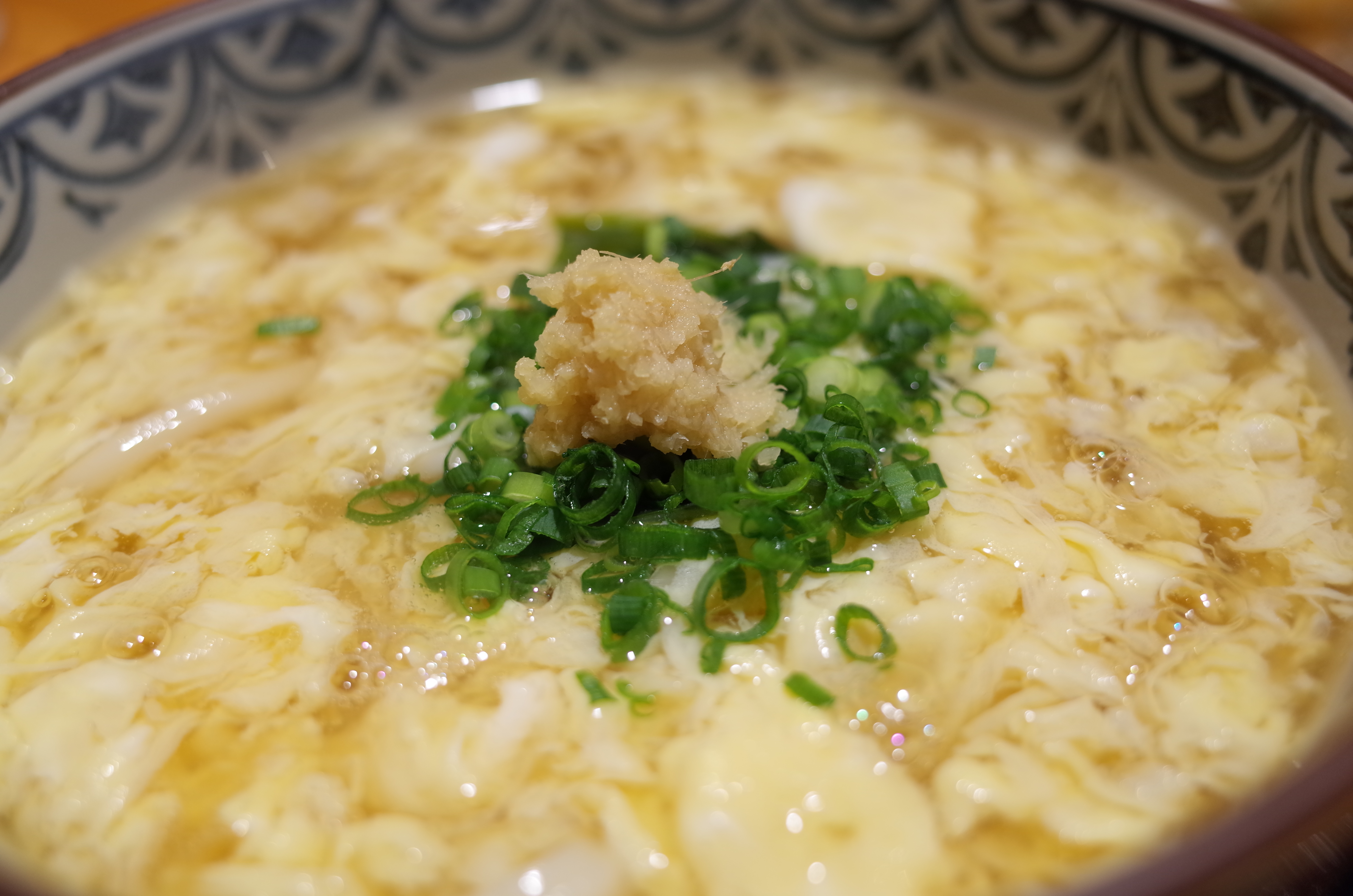
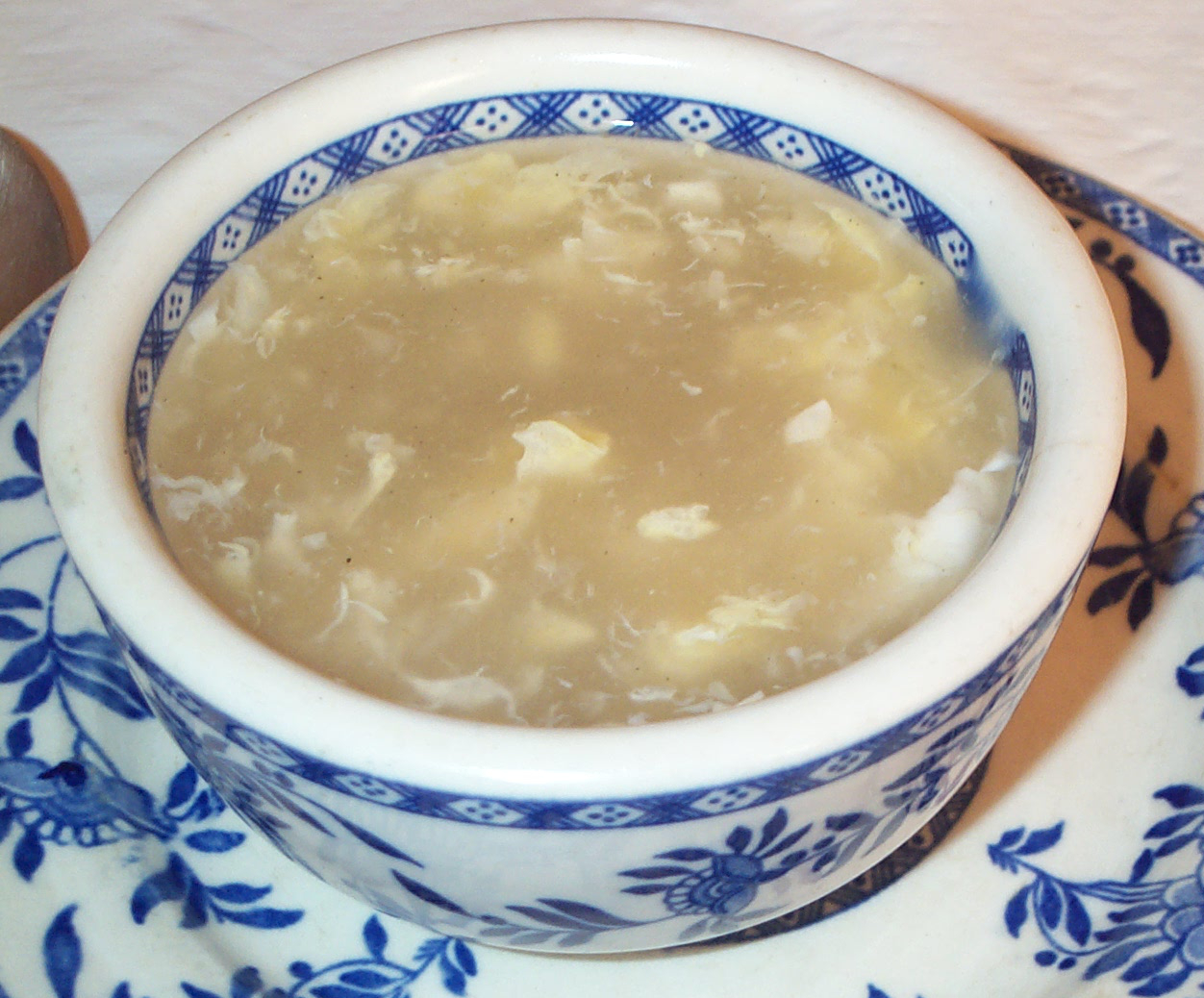
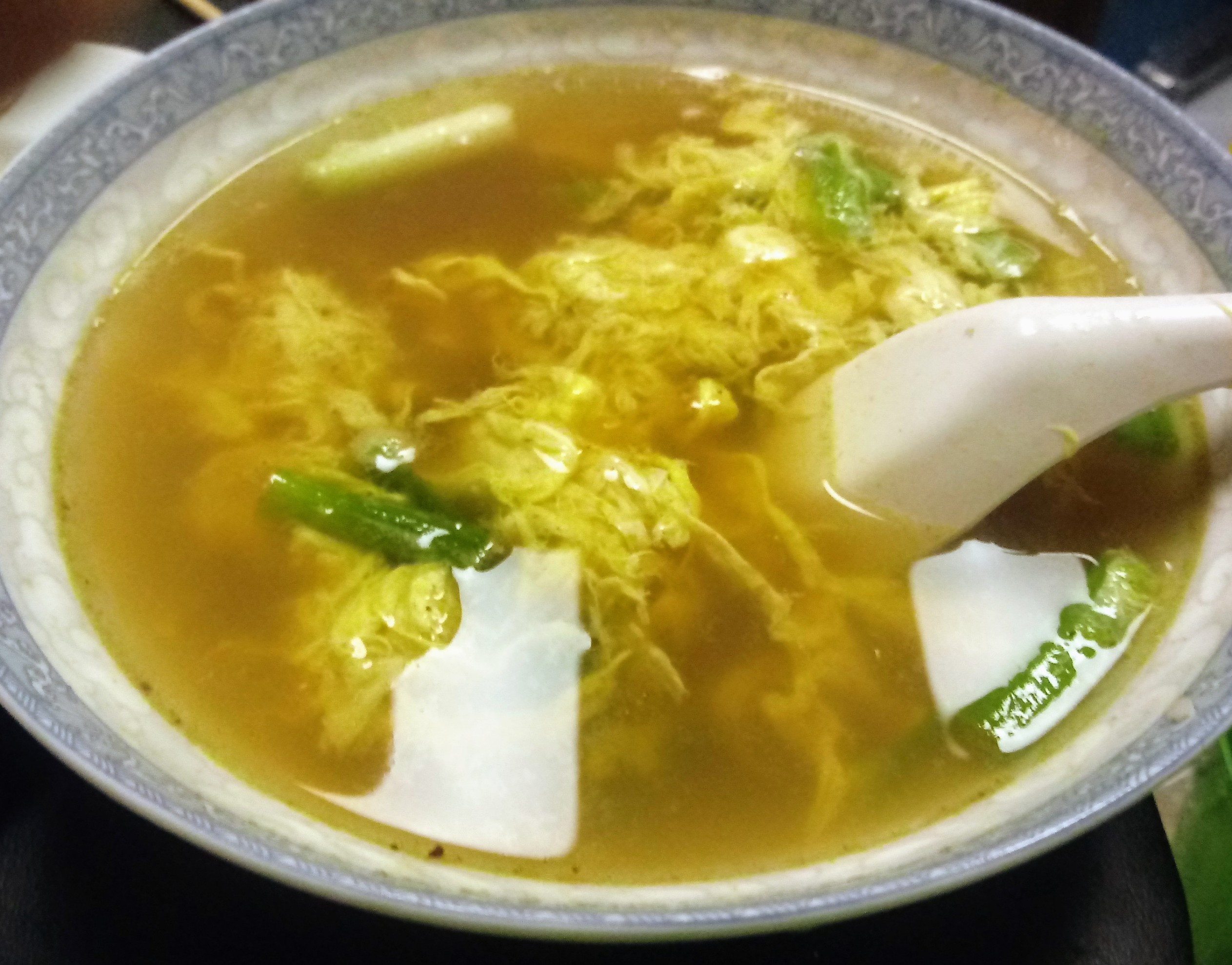